# Bahnhof Frankfurt-Nied
Der Bahnhof Frankfurt-Nied ist ein Haltepunkt im Netz der S-Bahn Rhein-Main.

## Lage

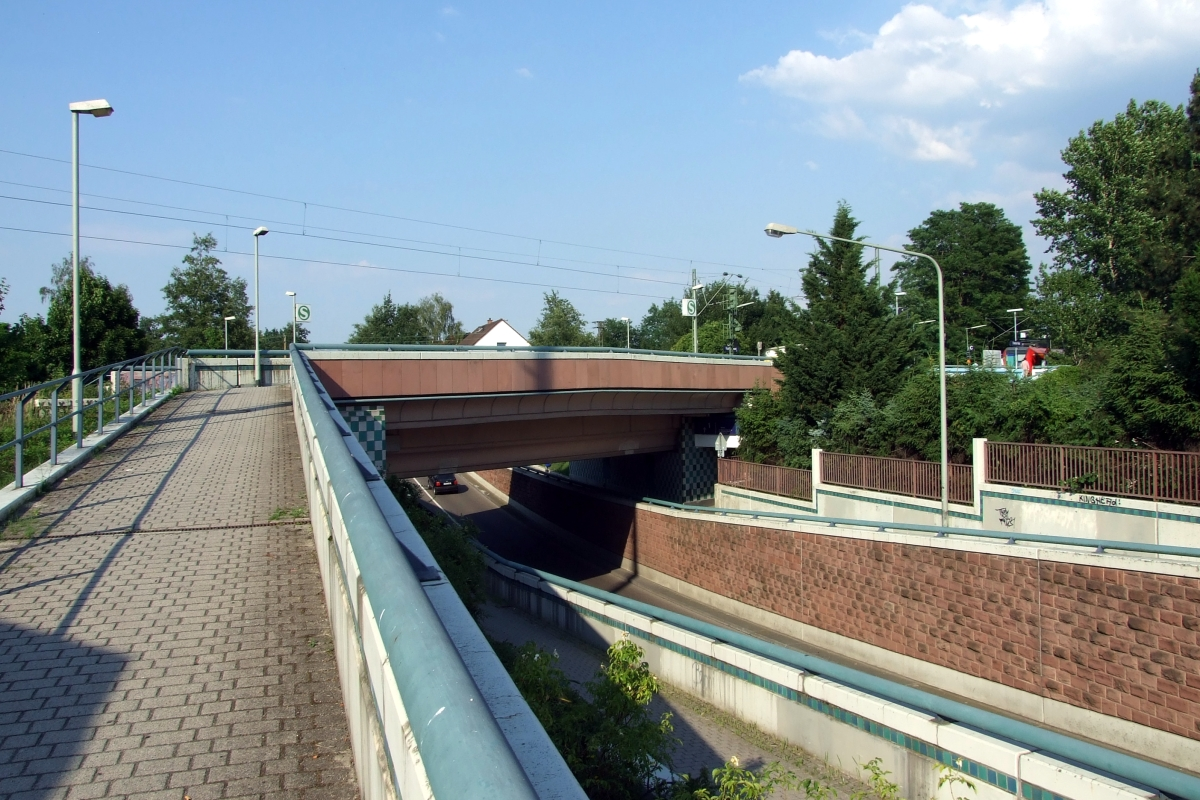
Unterführung der Oeserstraße

Der Haltepunkt befindet sich im Stadtteil Nied an der Querung der Main-Lahn-Bahn über die Oeserstraße. Er bildet die Grenze der beiden Stadtbezirke Nied-Nord und Nied-Süd und trennt somit den gewachsenen Ortskern im Süden von der Siedlungsarchitektur im Norden. Nordwestlich vom Bahnhof liegt der Kahnplatz und der Nieder Friedhof.
Der Bahnhof hat eine bauliche Ähnlichkeit mit dem Bahnhof Frankfurt-Sindlingen: Die Oeserstraße führt als Unterführung unter den Bahngleisen durch, während der Fußgängerverkehr davon getrennt über Stege und Treppen verläuft.
Langfristig ist geplant, den Bahnhof von der Oeserstraße an die Mainzer Landstraße zu verlegen, um eine bessere Verbindung zur Straßenbahnlinie 11 zu schaffen.

## Geschichte

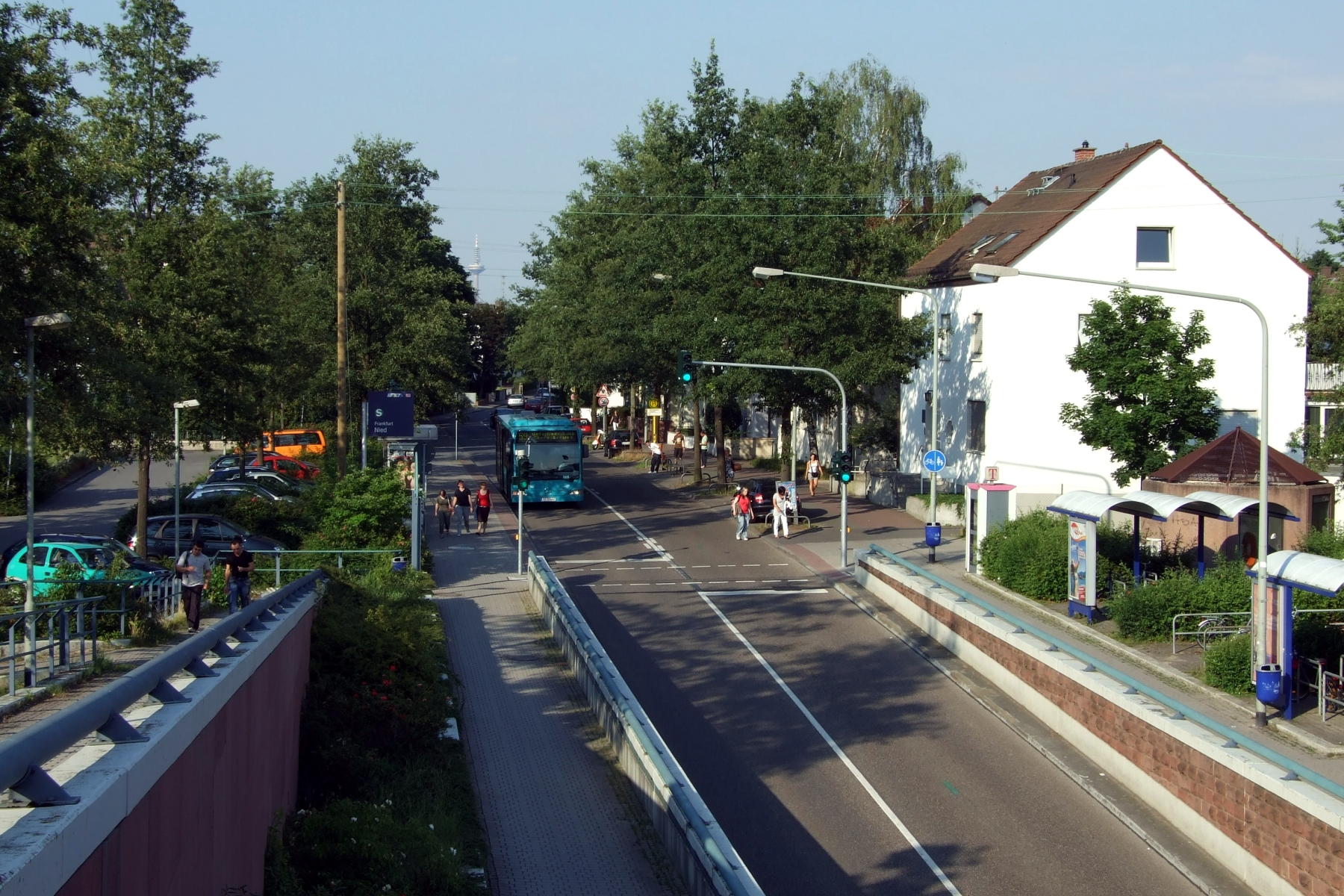
Bushaltestelle und Fahrradständer

Die Main-Lahn-Bahn durchzieht seit 1879 Nied. 1888 erhielt das damals eigenständige Dorf erstmals einen eigenen Haltepunkt an der Kreuzung mit der Rödelheimer Straße (heutige Oeserstraße). Das kleine Empfangsgebäude genügte schon bald nicht mehr den Ansprüchen und wurde 1915 durch ein größeres, repräsentatives Bauwerk im Nordwesten der Oeserstraße ersetzt. Zur Inbetriebnahme der S-Bahn Rhein-Main wurden die Bahnsteige auf die südöstliche Seite der Oeserstraße verlegt und das Empfangsgebäude verlor seinen Nutzen. Die Unterführung der Oeserstraße konnte 1988 für den Verkehr freigegeben werden und ersetzte damit einen beschrankten Bahnübergang.
1990 wurden am Nieder Bahnhof die ersten überdachten Fahrradständer im Verkehrsverbund aufgestellt, womit das neue Konzept „Bike & Ride“ zur Förderung des ÖPNV in Kombination mit dem Fahrrad als Zubringer-Verkehrsmittel auch in Frankfurt Einzug erhielt.
Im Sommer 2007 wurde der durch Vandalismus stark in Mitleidenschaft gezogene Bahnhof renoviert. Schüler der benachbarten Niddaschule haben Teile der Unterführung künstlerisch gestaltet. Seit April 2008 sind die Bahnsteige mit digitalen Anzeigen zur Fahrgastinformation ausgestattet (DFI).
Im Sommer 2019 wurden die beiden Bahnsteige von engagierten Nieder Bürgern künstlerisch gestaltet und von Graffiti- und Vandalismusschäden befreit.

## Verkehr
Der Haltepunkt wird von den S-Bahn-Linien S1 und S2 bedient. Die Anbindung an den Nahverkehr erfüllt die Buslinie 59 mit den Haltestellen Nied Bahnhof/Lotzstraße und Nied Bahnhof/Friedhof. Ebenfalls an den beiden Haltestellen hält die Nachtbuslinie n8.
Die Linien S1 und S2 verkehren in der Regel im 30-Minuten-Takt, so dass sich kombiniert ein durchgängiger 15-Minuten-Takt ergibt. Beide Linien werden zur Hauptverkehrszeit durch so genannte Kurzpendel verstärkt; die Linie S1 wird zusätzlich auch in der Mittagszeit durch solche Züge verstärkt. Somit besteht tagsüber ein dichter Takt von sechs Zügen pro Stunde – in der Hauptverkehrszeit sogar acht Züge pro Stunde –, die im Wechsel alle fünf beziehungsweise zehn Minuten Nied mit dem Hauptbahnhof verbinden. Die Fahrzeit in die Innenstadt beträgt etwa zehn Minuten.
| Linie                    | Verlauf | Takt                                                                                     |
| ------------------------ | --- | ---------------------------------------------------------------------------------------- |
| S1                       | Wiesbaden Hbf – Wiesbaden Ost – Mainz-Kastel – Hochheim (Main) – Flörsheim (Main) – Eddersheim – Hattersheim (Main) – Frankfurt-Sindlingen – Frankfurt-Höchst Farbwerke – Frankfurt-Höchst – Frankfurt-Nied – Frankfurt-Griesheim – Frankfurt (Main) Hbf tief – Frankfurt (Main) Taunusanlage – Frankfurt (Main) Hauptwache – Frankfurt (Main) Konstablerwache – Frankfurt (Main) Ostendstraße – Frankfurt (Main) Mühlberg – Offenbach-Kaiserlei – Offenbach Ledermuseum – Offenbach Marktplatz – Offenbach (Main) Ost – Offenbach-Bieber – Offenbach-Waldhof – Obertshausen – Rodgau-Weiskirchen – Rodgau-Hainhausen – Rodgau-Jügesheim – Rodgau-Dudenhofen – Rodgau-Nieder-Roden – Rodgau-Rollwald – Rödermark-Ober Roden | 30 min 15 min (Hochheim–Rödermark zur HVZ und Flörsheim–Offenbach Ost werktags tagsüber) |
| S2                       | Niedernhausen (Taunus) – Niederjosbach – Bremthal – Eppstein – Lorsbach – Hofheim (Taunus) – Kriftel – Frankfurt-Zeilsheim – Frankfurt-Höchst Farbwerke – Frankfurt-Höchst – Frankfurt-Nied – Frankfurt-Griesheim – Frankfurt (Main) Hbf tief – Frankfurt (Main) Taunusanlage – Frankfurt (Main) Hauptwache – Frankfurt (Main) Konstablerwache – Frankfurt (Main) Ostendstraße – Frankfurt (Main) Mühlberg – Offenbach-Kaiserlei – Offenbach Ledermuseum – Offenbach Marktplatz – Offenbach (Main) Ost – Offenbach-Bieber – Heusenstamm – Dietzenbach-Steinberg – Dietzenbach Mitte – Dietzenbach Bhf | 30 min 15 min (zur HVZ)                                                                  |
| Stand: 15. Dezember 2024 | |                                                                                          |